# فوستينو رييس
فوستينو رييس (بالإسبانية: Faustino Reyes)‏ (مواليد 4 أبريل 1975) هو ملاكم إسباني، مثّل بلاده في الألعاب الأولمبية الصيفية 1992 وحقق الميدالية الفضية في فئة وزن الريشة.

## روابط خارجية
فوستينو رييس على موقع أوليمبيديا (الإنجليزية)